# Leven en Dood op Sumba
Leven en Dood op Sumba was een tentoonstelling over het Indonesische eiland Soemba die van het najaar van 1965 tot en met de zomermaanden van 1966 te zien was in het Museum voor Land- en Volkenkunde in Rotterdam.
Aanleiding tot het organiseren van een tentoonstelling over Sumba was een aanzienlijke collectie ceremoniële weefsels van dit eiland, bijeengebracht door de zendeling D.K. Wielenga, die al sinds 1921 door schenking in het bezit van het museum was. Besloten werd deze weefsels te exposeren en te bespreken in een breder sociaal-cultureel verband en ze een entourage te geven van recent fotomateriaal en aanvullende voorwerpen. Slechts dié voorwerpen werden geselecteerd, die bij de belangrijke sociale gebeurtenissen van essentieel belang zijn: bepaalde vlecht- en kralenwerken, kledingstukken en lichaamssieraden met een symbolische betekenis. Behalve eigen collectie waren er ook bruiklenen ingezet van het Tropenmuseum in Amsterdam, het Rijksmuseum voor Volkenkunde in Leiden, en het Museum für Völkerkunde in Bazel. Ook waren er particuliere bruikleengevers, waaronder een dochter van Wielenga. Hoeveel objecten waren tentoongesteld wordt niet vermeld in de catalogus
De expositie behandelde de volgende thema's: ceremoniële feesten, waarbij wordt gedanst en in sommige gevallen schijngevechten in de vorm van een soort toernooien worden gehouden; het werk der vrouwen en het weven; familie, godsdienst en het uitwisselen van geschenken; bruiloft; overlijden en begrafenis; het koppensnellen (in het verleden) dat volgens de Soembanese geloofsopvattingen noodzakelijk was voor regenval en de vruchtbaarheid van het gewas, en de betekenis van de vaak gestileerde motieven op de weefsels.
De tweetalige catalogus is geschreven door een specialiste op het gebied van Soembanees textiel en destijds verbonden aan de Columbia-universiteit in New York. Het betreft hier geen nummercatalogus maar een korte, geïllustreerde inleiding tot de maatschappij en cultuur van Soemba. Ruim dertig jaar later zou dit tamelijk eenvoudige boekje met zijn zwart-witfoto's de basis vormen van een rijk geïllustreerd, glossy boekwerk met bijdragen van verscheidene auteurs: Decorative Arts of Sumba, Amsterdam en Singapore: The Pepin Press, 1999.

## Catalogus
- Monni Adams, Leven en Dood op Sumba / Life and Death on Sumba. Rotterdam: Museum voor Land- en Volkenkunde, 1965.